# Johan Fretz
Johannes Danie͏̈l Christophorus (Johan) Fretz (Dordrecht, 1985) is een Nederlands schrijver, columnist, theatermaker, documentairemaker en podcastmaker.

## Biografie
Fretz is, in eigen woorden, "de zoon van een zwarte moeder en een witte vader". Zijn moeder is van oorsprong Surinaams, ze is "driekwart creools en een kwart Chinees", en zijn vader was Haags, van Duitse afkomst.
In 2010 studeerde Fretz af aan de Amsterdamse Toneelschool & Kleinkunst Academie.
Hij debuteerde in 2010 als schrijver met het pamflet Hart voor kunst, een betoog tegen grote bezuinigingen in en conservatieve pleidooien tegen de culturele sector. In 2012 verscheen zijn eerste roman Fretz 2025, die genomineerd werd voor De Bronzen Uil voor beste Nederlandstalige debuut. In 2018 volgde zijn tweede roman Onder de paramariboom, gebaseerd op zijn eerste bezoek aan Suriname. Met deze roman won Fretz de Nederlandse Boekhandelsprijs in 2019.
Als theatermaker reisde Fretz door het land met de solovoorstelling De zachtmoedige radicaal, gebaseerd op Onder de paramariboom. Hij werd met die voorstelling genomineerd voor de cabaretprijs Neerlands Hoop. Eerder was Fretz samen met Marcel Harteveld te zien als cabaretduo De Gebroeders Fretz.
Fretz schreef columns voor de Volkskrant vanaf 2012 tot 24 september 2013, vervolgens voor Het Parool van 2013 tot 30 december 2022 en hij heeft essays geschreven voor OneWorld. Een selectie uit zijn werk voor de Volkskrant, Het Parool en OneWorld is uitgebracht in oktober 2022, met als titel Met vriendelijke groet - persoonlijke notities over grote thema's. Het boek werd in oktober 2022 het 'Non-Fictie Boek van de Maand' bij het NPO Radio 1-programma Humberto met Humberto Tan.
In 2022 werd de BNNVARA-documentaire uitgezonden die hij maakte met Juul op den Kamp, What's Left, over de moderne politieke geschiedenis en de positie van traditionele linkse partijen in Nederland.
Fretz is de schrijver en host van de politieke podcast Waanzinnig land, uitgebracht door Dag en Nacht Media en Podimo. De producer en editor is Thom Aalmoes. De eerste aflevering kwam online op 31 maart 2023. In de podcast heeft hij interviews gehouden met onder anderen Tim Hofman, Jesse Klaver, Renske Leijten, Bob Sneevliet (de host van YouTube-kanaal Left Laser), Seada Nourhussen, Sander Schimmelpenninck, Quinsy Gario, Nugah Shrestha (eigenaar van het Instagram-account Politieke Jongeren), Nilab Ahmadi (gemeenteraadslid in Amsterdam namens BIJ1 tot 17 juli 2023), Yousef Gnaoui (muzikant & rapper met als artiestennaam Sef), Lilian Marijnissen, Prem Radhakishun, Femke Merel van Kooten en Carice van Houten.
Zijn roman Onder de paramariboom is in 2025 het centrale boek voor de campagne Heel Nederland Leest.